# Conrad de Lichtenberg
Pour les articles homonymes, voir Conrad et Lichtenberg.

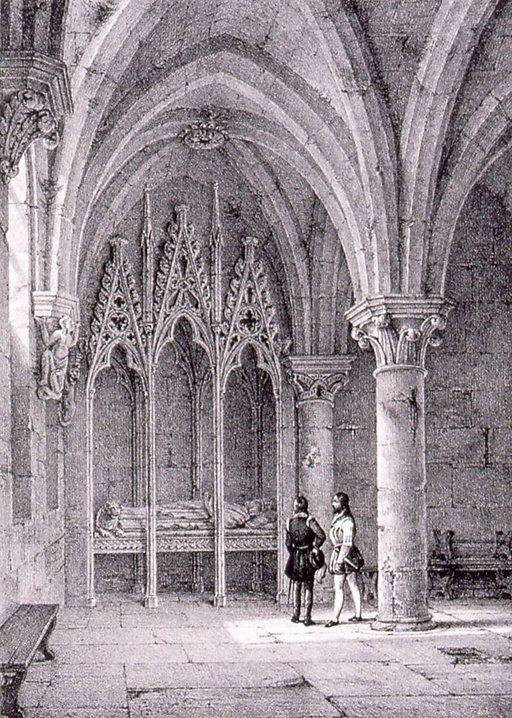
Vue du tombeau de l'évêque Conrad de Lichtenberg et de l'intérieur de l'ancienne chapelle de saint Jean Baptiste

Conrad de Lichtenberg est un évêque de Strasbourg né vers 1240 et mort le 1er août 1299. Il fut évêque de Strasbourg de 1273 à 1299.

## Biographie
Conrad est né en 1239 ou 1240 au château de Lichtenberg, il est le fils de Louis de Lichtenberg, avoué de l’abbaye de Neuwiller et de la ville de Strasbourg et de Adelheit. Il devient chanoine du Grand chapitre de Strasbourg à seulement treize ans, avec l’aide du pape Innocent IV, qui intervient pour que Conrad puisse prendre la place de son frère Simund, récemment décédé. Avant même 1263, il est également recteur d’Oberhoffen, prévôt de Surbourg, chanoine du chapitre cathédral de Metz, puis à partir de 1263 chantre du Grand chapitre de Strasbourg.
À la suite du décès de l’évêque Henri de Geroldseck le 12 février 1273, Conrad est élu au siège épiscopal. Il a probablement été consacré au printemps 1274 par l’archevêque de Mayence à l’occasion du deuxième concile de Lyon. Le 7 septembre 1275 il dédicace la nef de la cathédrale de Strasbourg.
Avant même son accession à l’épiscopat, Conrad de Lichtenberg est un fidèle soutien du roi Rodolphe de Habsbourg, qu’il soutient militairement à de nombreuses reprises. Il s’empare ainsi à la demande du roi du château de Durlach en 1279 et participe à ses côtés au siège du château du Girsberg en 1289. Après la mort de Rodolphe, il soutient les prétentions du fils de celui-ci, Albrecht, contre Adolphe de Nassau, ce qui l’amène en 1293 à s’emparer de Colmar, de Haguenau, du château de Sermersheim et de celui de Crax, près de Mittelbergheim. Il est finalement forcé de rendre hommage à Adolphe, mais ses relations avec le nouveau roi sont orageuses et il repart en guerre contre lui en 1298 en s’emparant du château de Kientzheim, juste avant le mort d’Adolphe à la bataille de Göllheim le 2 juillet 1298.
Bien que de nature belliqueuse (il meurt des suites d'une blessure reçue à la guerre), il ne néglige pas ses devoirs d'évêque. On lui doit la construction de la façade occidentale de la cathédrale Notre-Dame de Strasbourg, réalisée par Erwin Von Steinbach et le château du Wasenbourg à Niederbronn.
En juillet 1299 Conrad de Lichtenberg quitte Strasbourg à la tête de l’armée épiscopale pour porter secours à son beau-frère Egon von Freiburg, qui assiège la ville de Fribourg, en révolte contre lui. C’est là que Conrad est gravement blessé lors d’une sortie des assiégés et il meurt quelques jours plus tard le 1er août 1299. Il est enterré dans la chapelle Saint-Jean Baptiste de la cathédrale de Strasbourg et sa tombe sera dotée quelques années plus tard d’un tombeau monumental avec un gisant.
Au château familial de Lichtenberg, il fait construire le logis seigneurial, dont demeurent aujourd'hui les caves transformées en casemates au XIXe siècle.